# Concepción Jaramillo Guijarro
Mª Concepción (Conchi) Jaramillo Guijarro  (Madrid, 1963) es una pedagoga y autora de numerosos materiales didácticos de formación del profesorado para llevar al aula la coeducación.

## Biografía
Concepción Jaramillo nació en Madrid en 1963. Licenciada en Filosofía y Ciencias de la Educación. A partir de su relación con mujeres vinculadas al feminismo, realizó varios cursos de postgrado sobre estudios de las mujeres en la universidad y fuera de ella y trabajó en programas de educación no reglada dirigidos a mujeres. En la educación no reglada ha trabajado también con jóvenes y formando a educadoras y educadores de tiempo libre.
Es autora de publicaciones sobre las mujeres en la educación en revistas especializadas y ha elaborado materiales didácticos y de apoyo a la enseñanza. Es docente en la formación continua del profesorado de educación infantil, primaria y secundaria, así como de educadoras y educadores de tiempo libre, colaborando en programas de diversas instituciones gubernamentales y no gubernamentales dedicadas a la educación y a la igualdad de oportunidades entre los sexos.
Las temáticas principales de sus trabajos versan sobre la mediación, uso del lenguaje, la coeducación en femenino, la diferencia sexual, e igualdad de oportunidades.

## Obras
- Amparo Martínez Ten, Concepción Jaramillo Guijarro, Carmen García Marín (2005): Jugando en paz: propuestas para jugar en libertad y sin violencia. Madrid: Consejería de Educación, Dirección General de Juventud.[9]